# Pál Ranschburg

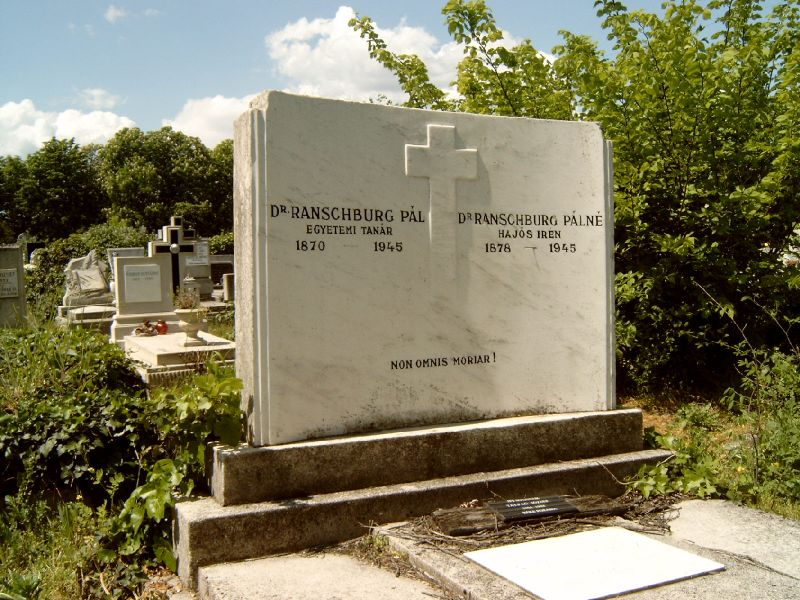
Ranschburgs gravställe i Budapest

Pál Ranschburg, född 3 januari 1870 i Győr, död 13 januari 1945 i Budapest, var en ungersk psykolog. 
Ranschburg var privatdocent och från 1899 ledare för det psykologiska laboratoriet i Budapest, där han blev professor 1918. Hans huvudarbete är en på ungerska språket utgiven barnpsykologi (1904), varjämte han skrev flera uppsatser i tyska psykologiska tidskrifter.